# Aplocheilidae
Famille
La famille des Aplocheilidae regroupe seulement 2 genres de poissons. Cette famille appartient à l'ordre des Cyprinodontiformes.

## Liste des genres
Selon Fishbase 14 espèces répartie en 2 genres:
- genre Aplocheilus McClelland, 1839
- genre Pachypanchax Myers, 1933

### Note
ITIS reconnait plus largement cette famille et y regroupe pas moins de 39 genres réparties en deux sous-familles. Selon ITIS:

## Galerie, quelques espèces

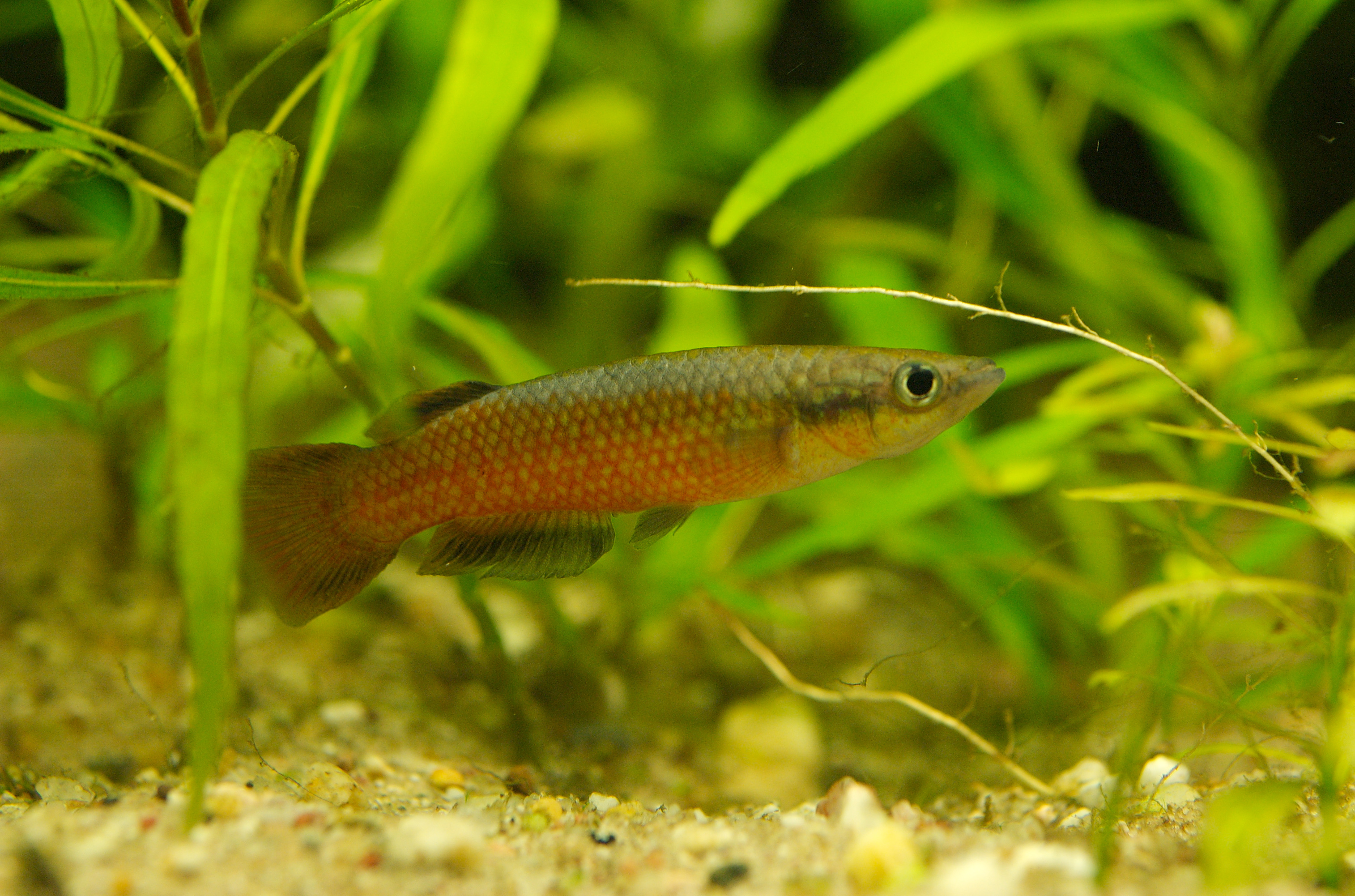
Pachypanchax omalonotus
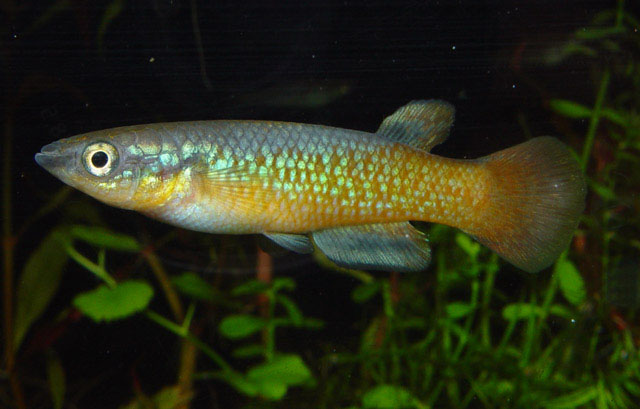
Pachypanchax sakaramyi
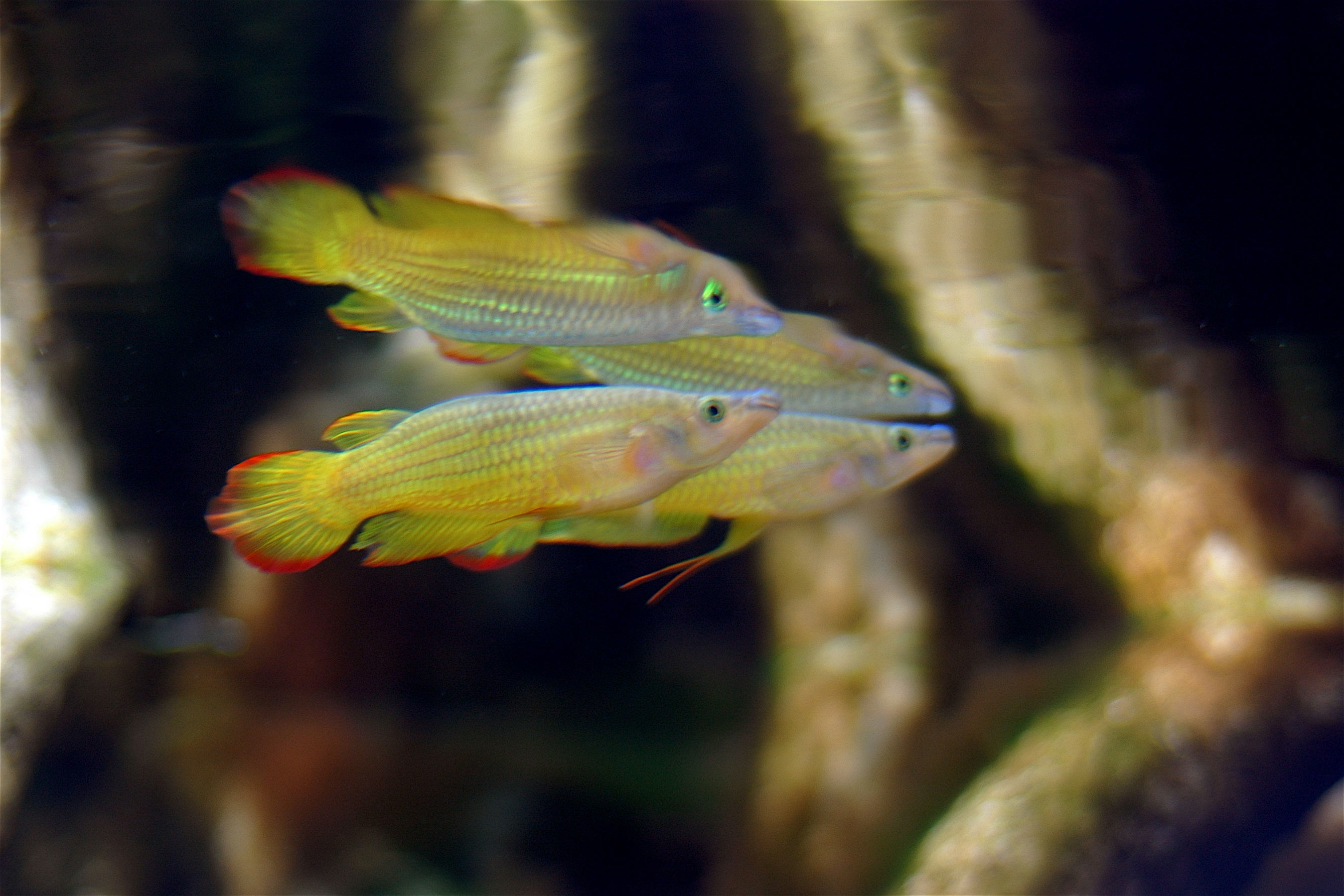
Aplocheilus lineatus